# Pedro Bacelar
Pedro de Alcântara Bacellar (Feira de Santana, 29 de junho de 1875 — Manaus, 21 de abril de 1927) foi um político brasileiro.
Foi médico, prefeito de Humaitá no Estado do Amazonas e, finalmente, (presidente-governador) desse estado no período de 1917 a 1921 - nomeado pelo então presidente Venceslau Brás.
Em 1918 adquiriu o Palacete Scholz, que passou a ser a sede do governo do estado e sua residência oficial, com o nome de Palácio Rio Negro.